# Dyskografia Shazzy
Dyskografia Shazzy składa się z ośmiu albumów studyjnych, czterech oficjalnych płyt kompilacyjnych i 23 singli. Przed rozpoczęciem kariery solowej była także członkinią zespołu Toy Boys.

## Albumy studyjne
| Rok  | Tytuł                   | Informacje                                                                   |
| ---- | ----------------------- | ---------------------------------------------------------------------------- |
| 1993 | Sex Appeal              | - Wydawca: J&J Records - Format: MC                                          |
| 1994 | Jambalaya Mix           | - Wydawca: Blue Star - Format: MC                                            |
| 1995 | Baiao Bongo             | - Wydawca: Blue Star - Format: MC - Certyfikat: złota płyta                  |
| 1995 | Egipskie noce           | - Wydawca: Blue Star - Format: MC, CD - Certyfikat: podwójna platynowa płyta |
| 1996 | Noc róży                | - Wydawca: Blue Star - Format: MC, CD - Certyfikat: platynowa płyta          |
| 1997 | Tak blisko nieba        | - Wydawca: Omega Music - Format: MC, CD - Certyfikat: złota płyta            |
| 1998 | Historia pewnej miłości | - Wydawca: Pro Dance - Format: MC, CD                                        |
| 2001 | Jestem sobą             | - Wydawca: Pomaton EMI - Format: MC, CD                                      |

## Albumy kompilacyjne

### Oficjalne wydania
| Rok  | Tytuł                                       | Informacje                                                  |
| ---- | ------------------------------------------- | ----------------------------------------------------------- |
| 1995 | The Best of Shazza                          | - Wydawca: Blue Star - Format: CD - Certyfikat: złota płyta |
| 1996 | Złote przeboje                              | - Wydawca: Blue Star - Format: 2 × MC                       |
| 1999 | Najlepsze z najlepszych. Przeboje 1993–1999 | - Wydawca: Pro Dance - Format: MC, CD                       |
| 2000 | Platynowe przeboje                          | - Wydawca: Music Ton - Format: MC, CD                       |

### Nieoficjalne składanki
| Rok  | Tytuł                                                    | Informacje                           |
| ---- | -------------------------------------------------------- | ------------------------------------ |
| 2006 | The Best – Egipskie noce - Wydawca: MTJ - Format: MC, CD |                                      |
| 2007 | Największe przeboje                                      | - Wydawca: Tina - Format: CD         |
| 2008 | Hity Disco Polo cz. 3 – The Best of Shazza               | - Wydawca: Naj - Format: CD          |
| 2007 | Największe przeboje                                      | - Wydawca: Tina - Format: CD         |
| 2009 | Wielka Kolekcja Disco Polo – Tom 1 – Shazza              | - Wydawca: [Media Plus] - Format: CD |

## Wideografie
| Rok  | Tytuł            |
| ---- | ---------------- |
| 1995 | Zabaw się ze mną |
| 1997 | Tak blisko nieba |

## Single
| 1993                           | „Czego chcesz?”            | 7 |
| 1993                           | „Mała Pigi”                | – |
| 1993                           | „Jambalaya Mix”            | – |
| 1994                           | „Jesteś moim ideałem”      | 6 |
| 1994                           | „Raczej nie”               | 4 |
| 1994                           | „18 lat”                   | – |
| 1994                           | „Baiao Bongo”              | – |
| 1994                           | „Powiedz mi”               | 4 |
| 1994                           | „Czas na sen”              | – |
| 1995                           | „Zakochaj się jeszcze raz” | 7 |
| 1995                           | „Bierz co chcesz”          | – |
| 1995                           | „Tak bardzo zakochani”     | – |
| 1995                           | „Egipskie noce”            | 4 |
| 1995                           | „Miłość i zdrada”          | – |
| 1996                           | „Noc róży”                 | – |
| 1996                           | „Nieba smak”               | 6 |
| 1997                           | „Małe pieski dwa”          | – |
| 1997                           | „Tak blisko nieba”         | – |
| 1998                           | „Historia pewnej miłości”  | – |
| 1998                           | „To nie moja wina”         | – |
| 2001                           | „Jestem sobą”              | – |
| 2001                           | „Zatańcz ze mną”           |   |
| 2001                           | „Może to samba”            | – |
| „–” pozycja nie była notowana. |                            |   |